# Altamiro Cruz
Altamiro Oliveira da Cruz, mais conhecido como Didi (Brasília, 20 de fevereiro de 1968), é um lutador brasileiro de karatê, e um dos caratecas mais premiados do continente. Ganhou três medalhas em Jogos Pan-americanos nas edições de 1995 e 1999, além de dezenas de outras premiações e títulos de seu esporte.
Mesmo sendo considerado um dos melhores caratecas brasileiros e passado muito tempo treinando, Didi ainda dividia o seu tempo sendo empresário, segurança de autoridades no Senado Federal e estudante de graduação.

## Início da carreira
Altamiro Cruz começou a carreira aos oito anos, no judô. Aos doze anos, começou também o caratê, se graduando como carateca em três anos, deixando o judô para trás. Seu professor foi Antônio Testa.

## Competições
Nas competições próprias da categoria, Altamiro tinha um currículo impressionante. Foi 23 vezes campeão brasileiro, 15 vezes campeão pan-americano e 16 vezes campeão em torneios sul-americanos. Foi também campeão dos Abertos da Bélgica e da Itália em 1998.
Em 1995, ganhou duas medalhas nos Jogos Pan-americanos de Mar del Plata, na Argentina: um bronze individual e uma prata por equipe.
Em 1999, representou o Brasil na categoria 80kg do karatê no Jogos Pan-americanos de Winnipeg, no Canadá. Após uma final polêmica, onde Didi reclamou muito da arbitragem, acabou derrotado pelo estadunidense Douglas Selchan e ficando com a medalha de prata.
Na época, ele competia pelo Vasco da Gama, mas também lutou por outras equipes e cidades. Ainda em 1999, defendeu Florianópolis nos Jogos Abertos de Santa Catarina, chegando a final onde foi derrotado por Hortulano Belli, de Joinville.
Em 2003, foi aos Jogos Pan-americanos de Santo Domingo, na República Dominicana, mas não conseguiu novas medalhas. Foi seu último Pan. O reserva de Didi no Pan de 2003, Juarez Santos, seria o primeiro brasileiro a ganhar um ouro no karatê em Pan-americanos na edição seguinte, em 2007, e e disse a época que considerava um orgulho ter sido reserva de um dos melhores caratecas da equipe brasileira.

## Vida pessoal
Treinava no Clube de Vizinhança Nº1, da Unidade de Vizinhança 107/307 e 108/308 Sul. Atuou também na área de segurança do Senado a partir de 1984, tendo sido agente de segurança de Antônio Carlos Magalhães. Estudou Comunicação Social no Instituto de Educação Superior de Brasília (Iesb).
Altamiro é sócio de uma academia de ginástica na Asa Sul, em Brasília, desde o início da década de 2000, pelo menos, e é um praticante ocasional de kitesurf.